# Mieloide
El término mieloide (mielo- + -oide) es un adjetivo que en el sentido más amplio significa "perteneciencia a la médula ósea" o "similar a la médula ósea", y el adjetivo relacionado mielógeno (mielo- + -geno) significa "derivado de la médula ósea". En la hematopoyesis, ambos términos se refieren a células sanguíneas que se originan de una célula progenitora para granulocitos,  monocitos, eritrocitos, o plaquetas (el progenitor mieloide común o CMP) y a menudo incluso más específicamente a la línea del mieloblasto (los mielocitos, monocitos, y sus tipos hijos); por tanto, aunque todas las células sanguíneas, incluso los linfocitos, nacen de la médula ósea, las células mieloides en un sentido específico del término puede distinguirse de las células linfoides, es decir, linfocitos, los cuales vienen de células progenitoras linfoides comunes (CLPs) que dan lugar a las células B y las células T. La diferenciación de estas últimas (es decir, linfopoyesis) no está completa hasta que migran a los órganos linfáticos tales como el bazo y el timo para programarse por exposición a antígenos. Así, entre los leucocitos, el término mieloide está asociado con el sistema inmune innato, en contraste con linfoide, que se asocia con el sistema inmune adaptativo. Igualmente, mielógeno normalmente se refiere a células sanguíneas blancas no linfocíticas, y eritroide puede usarse a menudo para distinguir "lo relacionado con eritroctos" y separarlo del significado para mieloide y linfoide. La palabra mielopoyesis tiene sentidos diversos de un modo paralelo a aquellos de mieloide, y mielopoyesis en el sentido más estricto es la formación regulada específicamente de leucocitos mieloides (mielocitos), permitiendo que el significado de mielopoyesis puede distinguirse de eritropoyesis y linfopoyesis (incluso aunque todas las células sanguíneas nacen en la médula).
Hay otro significado de mieloide que significa "perteneciente a la médula espinal", pero es mucho menos usado. Mieloide no debería confundirse con mielina, refiriéndose a una capa aislante que cubre los axones de muchas neuronas.
Los neoplasmas mieloides siempre conciernen a la médula ósea y están relacionados con las células hematopoyéticas.

## Investigación
En la actualidad, las líneas celulares mieloides son muy utilizadas en laboratorios de investigación por su rápida proliferación. En concreto, son muy utilizadas para investigar los mecanismos de señalización celular de la apoptosis.